# Bastei (Cologne)
Pour les articles homonymes, voir Bastei (homonymie).
La Bastei (allemand pour bastion) est un bâtiment situé à Cologne, en Allemagne, sur les rives du Rhin. Le bâtiment d'une surface utilisable de 300 m² est un restaurant panoramique depuis son ouverture le 22 octobre 1924.

## Histoire et architecture
Le bâtiment de style expressionniste est érigé en 1924 par l'architecte Wilhelm Riphahn (de) et modifié en 1927. La superstructure, inhabituelle, dépasse de huit mètres les berges du Rhin. L'étage supérieur, de construction légère en acier, est basé sur une caponnière prussienne existante. Le centre du toit dentelé est couronné d'un capot pointu, ouvert à l'intérieur. Ces innovations apportent à Riphahn renommée et reconnaissance professionnelle. Lors de sa construction, le bâtiment reçoit un accueil controversé chez les habitants de Cologne : on craint alors que le panorama de la ville s'en trouve affecté.

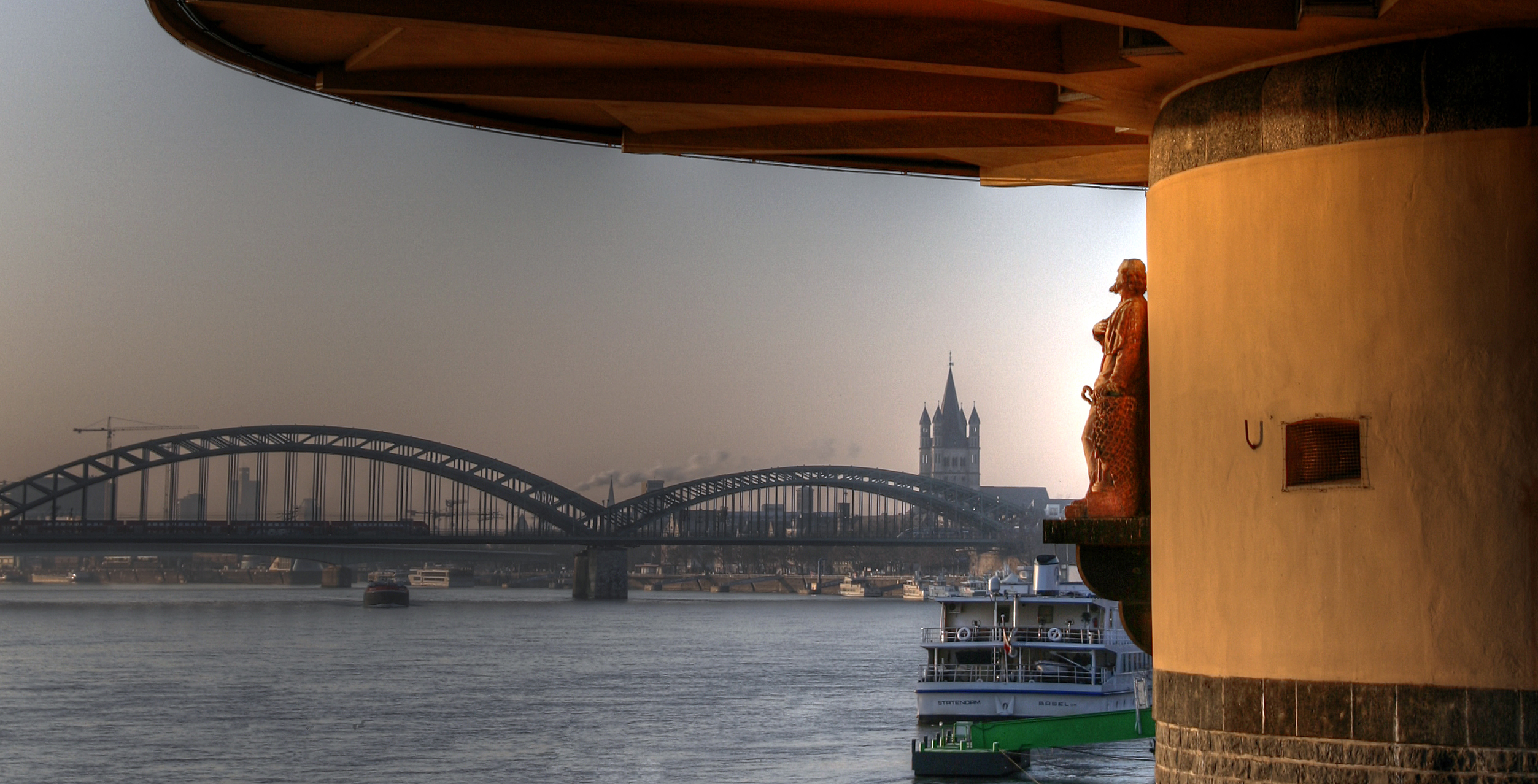
La statue, côté Rhin

Cependant, une fois achevé, l'ouvrage suscite l'enthousiasme. Le critique Heinrich de Fries écrit en 1926 que le bâtiment « fusionne avec le paysage, la rivière et les ponts, presque complètement libéré de la base sur laquelle il se développe. » Joachim Ringelnatz lui dédie son poème Köln von der Bastei en 1932.
Après de graves dommages de guerre en 1943, le bastion est restauré par Riphahn en 1958 dans son état de 1927, et rouvert par le maire de Cologne, Theo Burauen. Le 4 décembre 1958, Hans Herbert Blatzheim y ouvre un restaurant récompensé d'une étoile Michelin. En 1985, le bâtiment est entièrement rénové. Le bastion d'après-guerre a un trident illuminé sur le dessus du toit.

## Fonction
La structure, qui peut accueillir jusqu'à 200 personnes, est un restaurant panoramique depuis son ouverture. Depuis 1997, le bastion ne peut être loué que pour des événements. En avril 2017, KölnKongress-Gastronomie GmbH a repris la direction jusque là tenue par la famille Blatzheim.